# 洞桥镇 (杭州市)
洞桥镇，中国浙江省西北部杭州市富阳区下辖的一个镇。	

## 行政区划
现辖：
大乐村、袁家村、洞桥村、石羊村、里仁村、枫瑞村、三溪村、大溪村、文村、查口村和贤德村。